# Киселёв, Иван Павлович
Ива́н Па́влович Киселёв (1783 — 1853) — русский генерал-майор.
Участвовал в Отечественной войне 1812 года и заграничном походе русской армии (1813—1814).
В 1828 году командовал при осаде Варны редутом, обеспечивавшим наступательные действия.
С 1850 года был начальником морской кронштадтской артиллерии; успел повысить уровень технических знаний нижних чинов, улучшил их содержание и упорядочил строевые занятия; умер, не оставив никаких средств.